# Tąpnięcie
Tąpnięcie – wyrzucenie materiału skalnego do wyrobiska lub zniszczenie jego obudowy wywołane gwałtownym rozładowaniem energii potencjalnej sprężystości skał. Jest jednym z zagrożeń naturalnych występujących w górnictwie. Często błędnie utożsamiane z każdym wstrząsem sejsmicznym pochodzenia górniczego.
Definicja wg Wyższego Urzędu Górniczego:
Tąpnięcie – zjawisko dynamiczne spowodowane wstrząsem górotworu, w wyniku którego wyrobisko lub jego odcinek uległo gwałtownemu zniszczeniu lub uszkodzeniu, w następstwie czego nastąpiła całkowita lub częściowa utrata jego funkcjonalności lub bezpieczeństwa jego użytkowania.
Kumulowanie energii sprężystej, w górotworze następuje jedynie w skałach sprężystych. Opracowano wiele metod oceny skłonności skał do tąpań. W ocenie skłonności do tąpań stosuje się analizę przedzniszczeniowej charakterystyki naprężeniowo-odkształceniowej, oraz pełnej charakterystyki zarówno przedkrytycznej, jak i pokrytycznej. Wskaźniki opisujące właściwości skał dzielone są na kilka grup (odkształceniowe, wytrzymałościowe, energetyczne, reologiczne). Jednym ze wskaźników, który uzyskuje się na podstawie jednoosiowego ściskania i ma praktyczne zastosowanie do oceny skłonności węgla do tąpań, jest energetyczny wskaźnik naturalnej skłonności do tąpań WET.
Eksploatacja górnicza (czyli w przypadku górnictwa głębinowego drążenie korytarzy) narusza pierwotną równowagę górotworu. W pobliżu wyrobisk dochodzi do zwiększenia pierwotnych naprężeń wynikających z ciężaru wyżej leżących warstw, a w przypadku przekroczenia wytrzymałości skały na ściskanie, następuje zniszczenie jej struktury (czyli zgniecenie), które zapoczątkowuje bardzo gwałtownie przebiegający proces lawinowy kruszenia skał i rozładowywania nagromadzonej energii sprężystej. Przebieg tąpnięcia zbliżony jest do odpalenia w skałach materiału wybuchowego.
Pierwsze tąpnięcie miało miejsce w kopalni rudy w Derbyshire w Anglii w XVIII w. W Polsce tąpania występują od ponad 100 lat w kopalniach węgla kamiennego i od ponad 50 lat w kopalniach rudy miedzi.

## Typy tąpnięć
O zaliczeniu tąpnięcia do danego typu decyduje położenie ogniska wstrząsu:
- Tąpania pokładowe
- Tąpania stropowe
- Tąpania spągowe

## Tąpnięcia w Polsce
Największe tąpnięcia w Polsce (pow. 3 stopni w skali Richtera) odczuwalne na powierzchni w XXI wieku:
| Kolejność (wg siły) | Kopalnia               | Obszar epicentralny – miasta                   | Siła (Skala Richtera) | Data/Godzina     | Uwagi                                     |
| ------------------- | ---------------------- | ---------------------------------------------- | --------------------- | ---------------- | ----------------------------------------- |
| 1                   | KGHM S.A. O/ZG „Rudna” | Polkowice – Głogów – Lubin                     | 4.9                   | 08.07.2020 07:18 | Zakwalifikowane jako odprężenie górotworu |
| 2                   | KGHM S.A. O/ZG „Rudna” | Polkowice – Głogów – Lubin                     | 4.8                   | 29.01.2019 13:53 |                                           |
| 3                   | KGHM S.A. O/ZG „Rudna” | Polkowice – Głogów – Lubin                     | 4.6                   | 19.03.2013 22:09 |                                           |
| 4                   | KGHM S.A. O/ZG „Rudna” | Polkowice – Głogów – Lubin                     | 4.4                   | 29.11.2016 21:09 |                                           |
| 5                   | KGHM S.A. O/ZG „Rudna” | Polkowice – Głogów – Lubin                     | 4.1                   | 22.08.2023 09:38 |                                           |
| 6                   | KWK Wujek „Śląsk”      | Katowice – Chorzów – Zagłębie Dąbrowskie       | 4.0                   | 18.04.2015 00:16 |                                           |
| 7                   | KWK Budryk             | Ornontowice                                    | 3.9                   | 13.01.2020 14:34 |                                           |
| 8                   | KGHM S.A. O/ZG „Rudna” | Polkowice – Głogów – Lubin                     | 3.8                   | 12.01.2019 09:58 |                                           |
| 8                   | KWK Janina             | Chrzanów - Libiąż – Trzebinia - Żarki          | 3.8                   | 30.09.2015 11:13 |                                           |
| 8                   | KWK Rydułtowy-Anna     | Rydułtowy – Radlin – Wodzisław                 | 3.8                   | 13.01.2005 18:34 |                                           |
| 9                   | KGHM S.A. O/ZG „Rudna” | Polkowice – Głogów – Lubin                     | 3.7                   | 18.01.2019 05:44 |                                           |
| 9                   | KWK Budryk             | Ornontowice                                    | 3.7                   | 8.11.2018 20:23  |                                           |
| 10                  | KWK Bielszowice        | Ruda Śląska                                    | 3.6                   | 18.01.2018 11:39 |                                           |
| 11                  | KWK Rydułtowy          | Rydułtowy – Pszów – Wodzisław                  | 3.5                   | 22.01.2019 23:33 |                                           |
| 11                  | KWK Bobrek             | Bytom                                          | 3.5                   | 03.06.2016 08:42 |                                           |
| 11                  | KWK Wujek              | Katowice                                       | 3.5                   | 26.05.2014 20:42 |                                           |
| 11                  | KWK Centrum            | Bytom – Radzionków – Ruda Śląska               | 3.5                   | 12.12.2008 23:45 |                                           |
| 12                  | KWK Zofiówka           | Jastrzębie-Zdrój – Żory, Wodzisław Śląski      | 3.42                  | 05.05.2018 10:58 | Katastrofa górnicza w kopalni Zofiówka    |
| 13                  | KWK Bobrek-Piekary     | Bytom – Tarnowskie Góry – Zabrze – Zbrosławice | 3.4                   | 23.04.2018 10:55 |                                           |
| 13                  | KWK Marcel             | Wodzisław Śląski                               | 3.4                   | 08.03.2012 20:20 |                                           |
| 14                  | KWK Janina             | Chrzanów - Libiąż - Trzebinia                  | 3.3                   | 24.12.2022 04:51 |                                           |
| 14                  | KWK Bobrek-Centrum     | Bytom                                          | 3.3                   | 21.11.2012 05:22 |                                           |
| 14                  | KWK Bobrek-Centrum     | Bytom                                          | 3.3                   | 19.07.2011 18:06 |                                           |
| 15                  | KWK Janina             | Chrzanów - Libiąż - Trzebinia                  | 3.21                  | 23.11.2022 16:52 |                                           |
| 16                  | KWK Janina             | Chrzanów - Libiąż - Trzebinia                  | 3.2                   | 15.12.2022 02:55 |                                           |
| 16                  | KWK Marcel             | Marklowice-Wodzisław Śląski                    | 3.2                   | 08.02.2019 03:10 |                                           |
| 16                  | KWK Murcki-Staszic     | Katowice                                       | 3.2                   | 17.09.2018 13:08 |                                           |
| 16                  | KWK Rydułtowy-Anna     | Rydułtowy                                      | 3.2                   | 30.03.2011 04:02 |                                           |
| 16                  | KWK Piast              | Bieruń                                         | 3.2                   | 09.02.2010 20:10 |                                           |
| 17                  | KWK Janina             | Chrzanów - Libiąż - Trzebinia                  | 3.1                   | 24.06.2021 03:27 |                                           |
| 17                  | KWK Janina             | Chrzanów - Libiąż - Trzebinia                  | 3.1                   | 09.06.2021 02:53 |                                           |
| 17                  | KWK Janina             | Chrzanów - Libiąż - Trzebinia                  | 3.1                   | 05.03.2021 21:20 |                                           |
| 17                  | KWK Murcki-Staszic     | Katowice                                       | 3.1                   | 05.09.2017 04:45 |                                           |
| 17                  | KWK Rydułtowy-Anna     | Rydułtowy                                      | 3.1                   | 07.06.2013 01:12 |                                           |
| 18                  | KWK Janina             | Chrzanów - Libiąż - Trzebinia                  | 3.0                   | 23.03.2023 01:10 |                                           |
| 18                  | KWK Janina             | Chrzanów - Libiąż - Trzebinia                  | 3.0                   | 05.08.2021 18:02 |                                           |
| 18                  | KWK Wieczorek          | Katowice                                       | 3.0                   | 10.03.2013 15:02 |                                           |
| 18                  | KWK Rydułtowy-Anna     | Rydułtowy                                      | 3.0                   | 05.02.2010 12:50 |                                           |